# Thembinkosi Mbamba
Thembinkosi Mbamba (9 de septiembre de 1995-25 de mayo de 2019) fue un futbolista profesional sudafricano que jugó como delantero.

## Equipos
| Equipo    | Equipo    | Equipo | Equipo |
| --------- | --------- | ------ | ------ |
| Año       | Equipo    | Puntos | (Gls)  |
| 2018–2019 | TS Galaxy | 9      | (1)    |

## Carrera
Jugó para el TS Galaxy de la Primera División Nacional, con el que ganó la Copa Nedbank 2018-19 en mayo de 2019.
La muerte del jugador del TS Galaxy se produjo en un accidente automovilístico, después de que el equipo celebrara su histórica victoria por 1-0 contra Kaizer Chiefs en la final de la Copa Nedbank. Su muerte fue anunciada por el TS Galaxy.